# Striaria shastae
Striaria shastae är en mångfotingart som beskrevs av Ottis Robert Causey 1958. Striaria shastae ingår i släktet Striaria och familjen Striariidae. Inga underarter finns listade i Catalogue of Life.